# 聖ノン

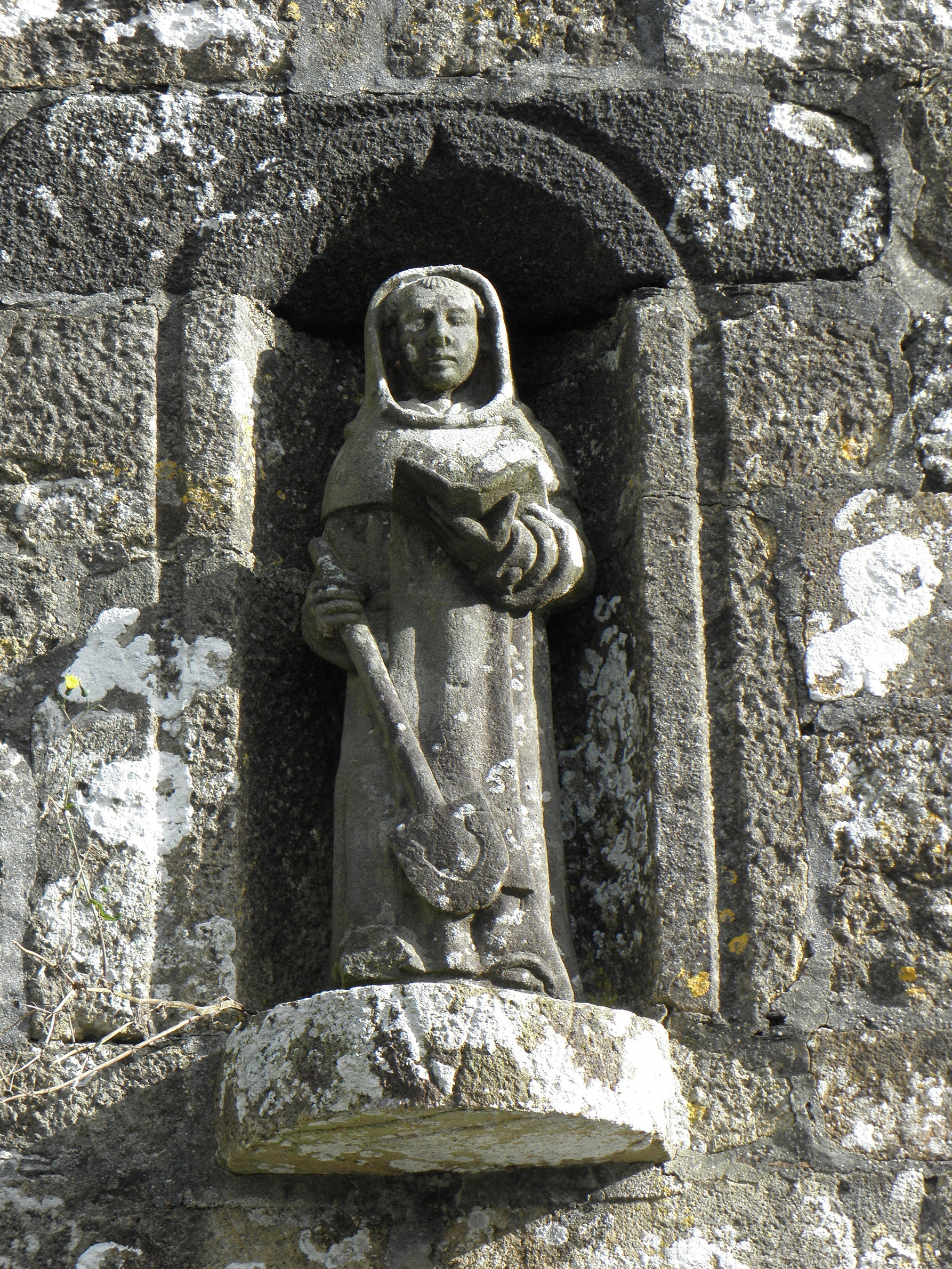
聖ノン像（ディリノンの聖ノンナ礼拝堂）

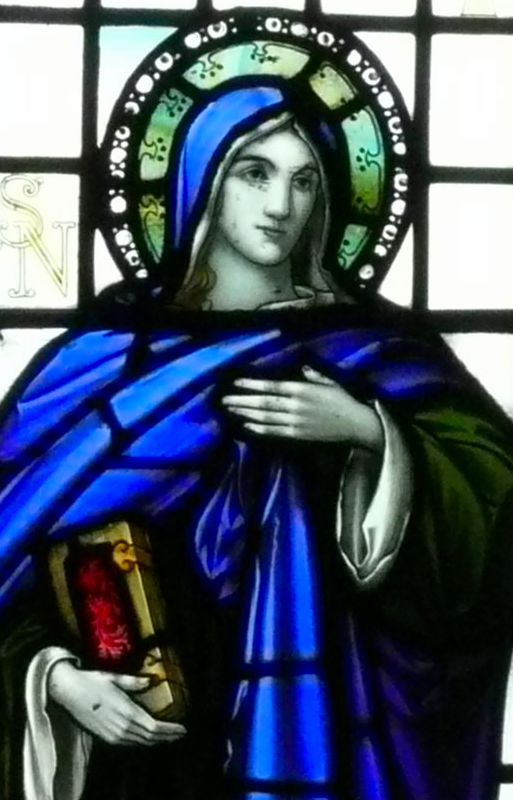
聖ノンナ像（聖ノンナ礼拝堂）

聖ノン（ウェールズ語: Santes Non, 5世紀 - 6世紀）は、ウェールズの聖人。

## 生涯
本名はメラリー（フランス語: Mélarie）といったが、幼少期に女子修道院に入ったため、修道女を意味する「ノン」と呼ばれるようになった。
ブレコン・ビーコンズ山地にちなんで名付けられた聖ブレハット（ブレカナとも）の娘、ドゥムノニアの王であったコナン・メリアドックの孫にあたるとされている。ケレディグ（ザンサスとも）に強姦された後に妊娠し、当時ランデルノ地域の大部分を覆っていたタラルモンの森があるブルターニュに逃れた。そこでノンは「新生児のゆりかごになるために、ワックスのように柔らかくなった岩」の上で聖デイヴィッドを出産したという。ノンは残りの人生をディリノンで過ごしたとされている。ディリノンの教会とその付近に位置する礼拝堂はノンに捧げられたものである。別の史料によると、コーンウォールの強力な氏族の長であるゲデリックの妻であったが、嫡出から妊娠したために追放され、520年に酷い嵐の中で聖デイヴィッドを出産したとされている。